# Martin Fitzmaurice
Martin Fitzmaurice (Colchester, 3 juni 1940 – 14 april 2016), bijgenaamd "The Legend", was een Engelse mastercaller (sport-entertainer) in de sport darts.
Martin Fitzmaurice was sinds 1986 de vaste mastercaller op de BDO World Darts Championship in Frimley Green. Fitzmaurice had zijn eigen vertrouwde manier waarop hij de darters de zaal binnenriep. Hij was vooral bekend om zijn uitspraak "Are you ready? Ladies and gentlemen, let's play darts!", waarna hij een voor een de darters naar voren riep die met hun eigen opkomstnummer de zaal betraden.
Fitzmaurice werd gezien als de vader van de BDO en heeft voor menig darter een bijnaam verzonnen, die hij voor het eerst gebruikte in zijn toespraken, zowel voor als na de wedstrijden. Aan het eind van een dartswedstrijd had hij altijd nog wat lovende woorden over voor de winnaar, maar ook zeker voor de verliezer. Buiten het ritueel van het oproepen van de darters was hij zelf ook jarenlang scheidsrechter, maar dit heeft hij op een gegeven moment laten schieten. Fitzmaurice begon met callen in 1977, nadat hij er een aantal keren op lokale toernooien aan geroken had. De eerste keer was tijdens een toernooi waar hij zelf als darter bij aanwezig was en waar de vaste caller ziek werd. Fitzmaurice viel toen voor hem in. Sindsdien trad hij op alle grote dartstoernooien over de gehele wereld op als mastercaller. Hij introduceerde "Lets play darts!" op een normale toon en merkte dat het publiek hier goed op reageerde, waarna "Ladies and gentlemen, are you ready? Lets play darts!" zijn bekendste en steeds luider geroepen uitspraak werd.
Fitzmaurice befaamdste wedstrijd als scheidsrechter was de tweede rondepartij op het Embassy 1990 tussen de Amerikaan Paul Lim en de Ier Jack McKenna, toen Paul Lim er als eerste (en voorlopig enige) speler in slaagde een perfecte nine-darter te gooien in de Lakeside Country Club in Frimley Green.

## Ontslag
Op 11 april 2013 publiceerde de BDO op zijn website een brief van Fitzmaurice, waarin hij aangaf te zullen stoppen als caller, dit omdat hij tijdens de British Internationals racistische opmerkingen had gemaakt. Zijn collega Jacques Nieuwlaat had het over de val van een icoon.